# Сюрикэн
Сюрикэн (яп. 手裏剣) (дословный перевод: «сю» — рука, «ри» — обратная, скрытая сторона, «кэн» — меч) — это металлические стрелки и ножи длиной от десяти до двадцати сантиметров с заточкой как на одном, так и на обоих концах. Сюрикэн — японское метательное оружие скрытого ношения (хотя иногда использовалось и для ударов). Представляет собою небольшие клинки, изготовленные по типу повседневных вещей: звёздочек, игл, гвоздей, ножей, монет и так далее.
Внешний вид сюрикэнов отражает интерес японцев к мистицизму. Часто различные знаки наносились и на поверхность самого оружия, так как и мастера, которые изготавливали оружие, и те, кто им пользовался, верили в то, что таким образом можно привлечь на свою сторону могущественные потусторонние силы.
Как правило, в арсенале воина сюрикэны были дополнительным оружием, прилагавшимся к мечу катане или копью яри, но часто именно они играли решающую тактическую роль в сражениях. Искусство владения сюрикэнами, известное как сюрикэндзюцу, преподавалось в качестве второстепенного навыка во многих известных школах, таких, как ягю-рю, Катори Синто-рю, итто-рю, кукисин-рю, тогакурэ-рю.

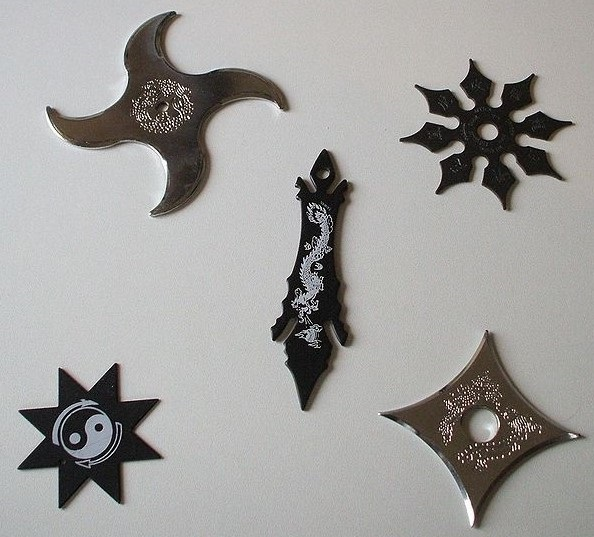
Сякэны — разновидность сюрикэнов

Существует два основных вида сюрикэнов: бо-сюрикэны и сякэны; среди сякэнов различают хира-сюрикэны, сэмбан-сюрикэны, тэпан-сюрикэны.

## Бо-сюрикэны

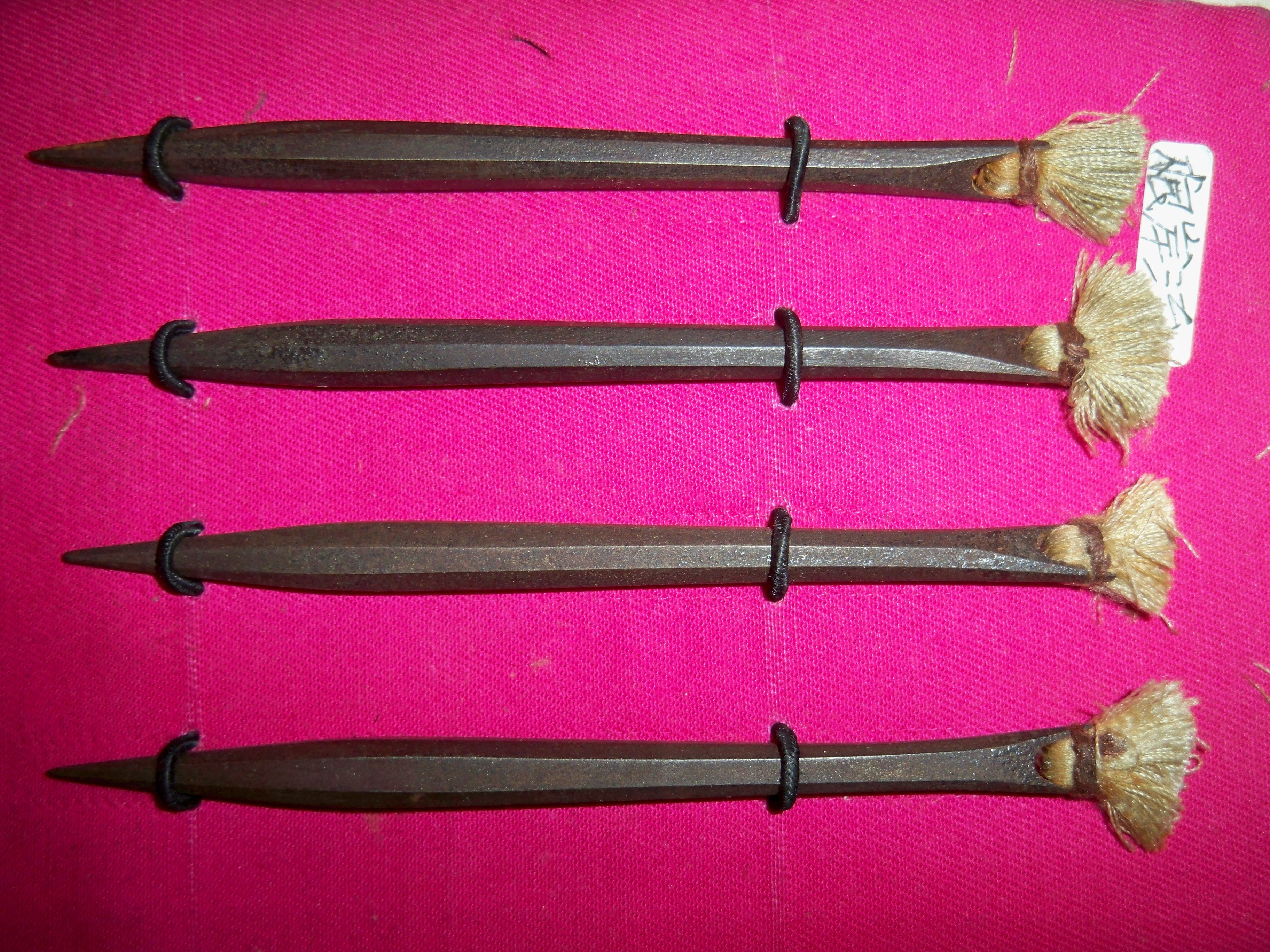
Бо сюрикэны

Бо-сюрикэн — метательное оружие в виде четырёхугольного, круглого или восьмигранного в сечении клина, изготовленное из железа или стали. Как правило, заточены с одной стороны, но встречаются и двуострые экземпляры. Длина бо-сюрикэнов колеблется от 12 до 21 см, а вес — от 35 до 150 г. Оружие бросается разными способами: из-за головы, снизу, сбоку и назад, и в каждом из вариантов лезвие с помощью пальцев направляется в нужную сторону. Не следует путать бо-сюрикэны и оружие типа кунай (ударное и тычковое оружие, которое тоже иногда использовалось как метательное).
Само слово «бо» по-японски значит «игла».
Существует два основных метода броска бо-сюрикэна: дзики да-хо и хан-тэн да-хо. В первом случае лезвие перед попаданием в цель не вращается, во втором — вращается.
Бо-сюрикэны изготавливались по образцу повседневных предметов и имеют разные размеры и форму. Некоторые из них получили названия от своего прародителя: куги-гата (форма гвоздя), ари-гата (форма иглы), танго-гата (форма ножа), другие были названы по предметам, на которые они были похожи: око-гата (форма копья), мацуба-гата (форма сосновой иголки).
Разные мастера-оружейники наносили на сюрикэны различную информацию, которая (как они считали) должна была облегчить жизнь воина-ниндзя.
Существуют другие орудия, напоминающие бо-сюрикэны по форме: «когай» (шпилька), «когата» (нож) и «хаси» (палочки для еды), но они не ассоциировались со школой сюрикэн-дзюцу и использовались только опытным мастером в подходящем для этого случае.

### Происхождение
На сегодня проведено множество исследований по истории бо-сюрикэнов, и, тем не менее, их происхождение остаётся загадкой. Частично это связано с тем, что искусство сюрикэн-дзюцу держится в секрете, а также с тем, что в древней Японии было много изобретателей метательных орудий. Первая упомянутая школа — ганрицу-рю (XVII век). Сохранившиеся экземпляры лезвий этой школы представляют собой что-то между стрелой и использовавшейся в кожном деле иглой.
Также в ранних упоминаниях, например, в «Осака-гунки» (Военная повесть замка Осака), есть записи о коротких ножах и мечах, которые использовались как метательное оружие, а также о том, как самурай Миямото Мусаси в одном из поединков убил своего противника точным броском.
Современные сюрикэны изготавливаются из нержавеющей стали. Их можно приобрести во многих оружейных магазинах Европы и Северной Америки, но во многих штатах, например, в Калифорнии, владение сюрикэнами считается незаконным.

## Сякэны

### Хира-сюрикэн

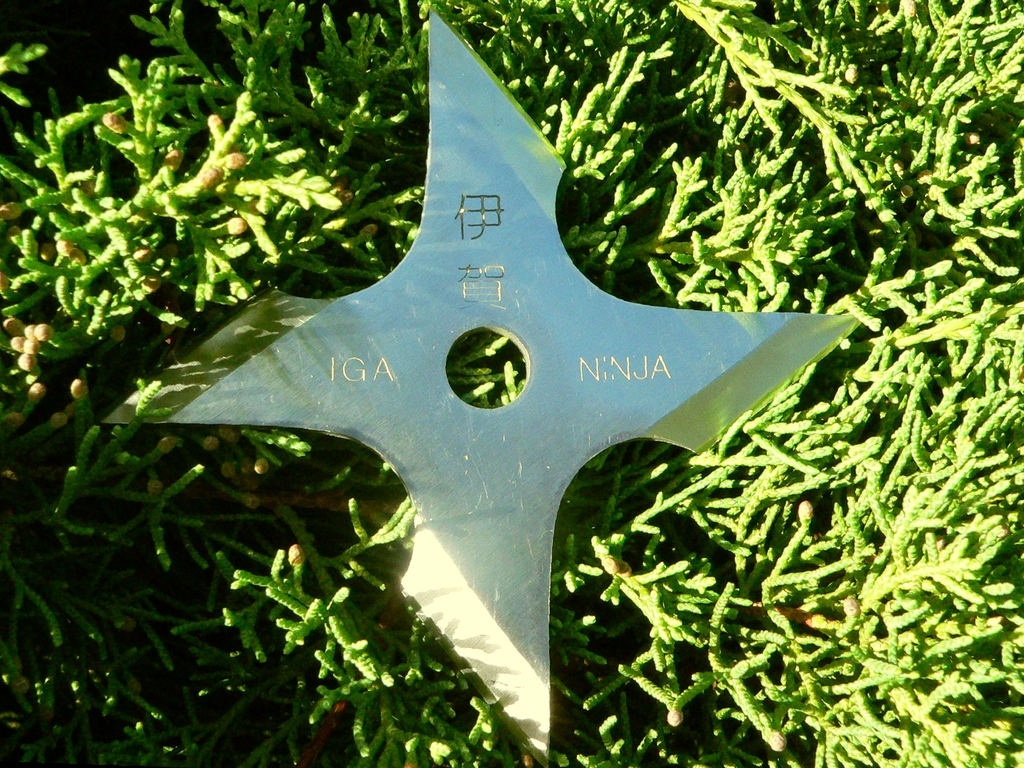
Сюрикэн ниндзя

Хира-сюрикэны изготавливаются из тонких металлических пластин, полученных из обычных предметов: из монет (хиси-ган), плотницких инструментов (куги-нуки) и других. Из-за формы их часто называют «звёздочками ниндзя». В центре хира-сюрикэнов часто делается отверстие, что позволяет переносить их на верёвке и облегчает вытаскивание при застревании в дереве.
Существует много разновидностей этих сюрикэнов, и часто их различают по количеству заострённых наконечников. Так же, как и в случае с бо-сюрикэнами, различные формы хира-сюрикэнов ассоциировались со школами, в которых они использовались.

## Использование
Вопреки сложившемуся мнению (азиатские боевики, голливудские фильмы, игры, аниме), сюрикэны не были главной частью арсенала ниндзя: они служили дополнительным оружием. В основном сюрикэны использовались для того, чтобы дезориентировать врага, а главной целью были части тела самурая, не защищённые бронёй: лицо, глаза, руки и ноги.
Сюрикэны могли носить за поясом, так как в древней Японии они не считались запретным оружием. В практике ниндзюцу хира-сюрикэны носились по 8-10 штук, завёрнутые в хлопчатобумажную ткань и разложенные по карманам одежды. Иногда их носили как шпильки для волос.
Сюрикэны могли зарыть в землю, чтобы нанести повреждение тому, кто на них наступит, или держать в руке, используя в ближнем бою. Иногда на них наносили яд и бросали или просто оставляли на видном месте, чтобы кто-то подобрал и отравился.
Древние сюрикэны плохо сохранились до нашего времени, так как они изготавливались из низкокачественного металла и часто использовались как одноразовое оружие.

## Отражение в культуре

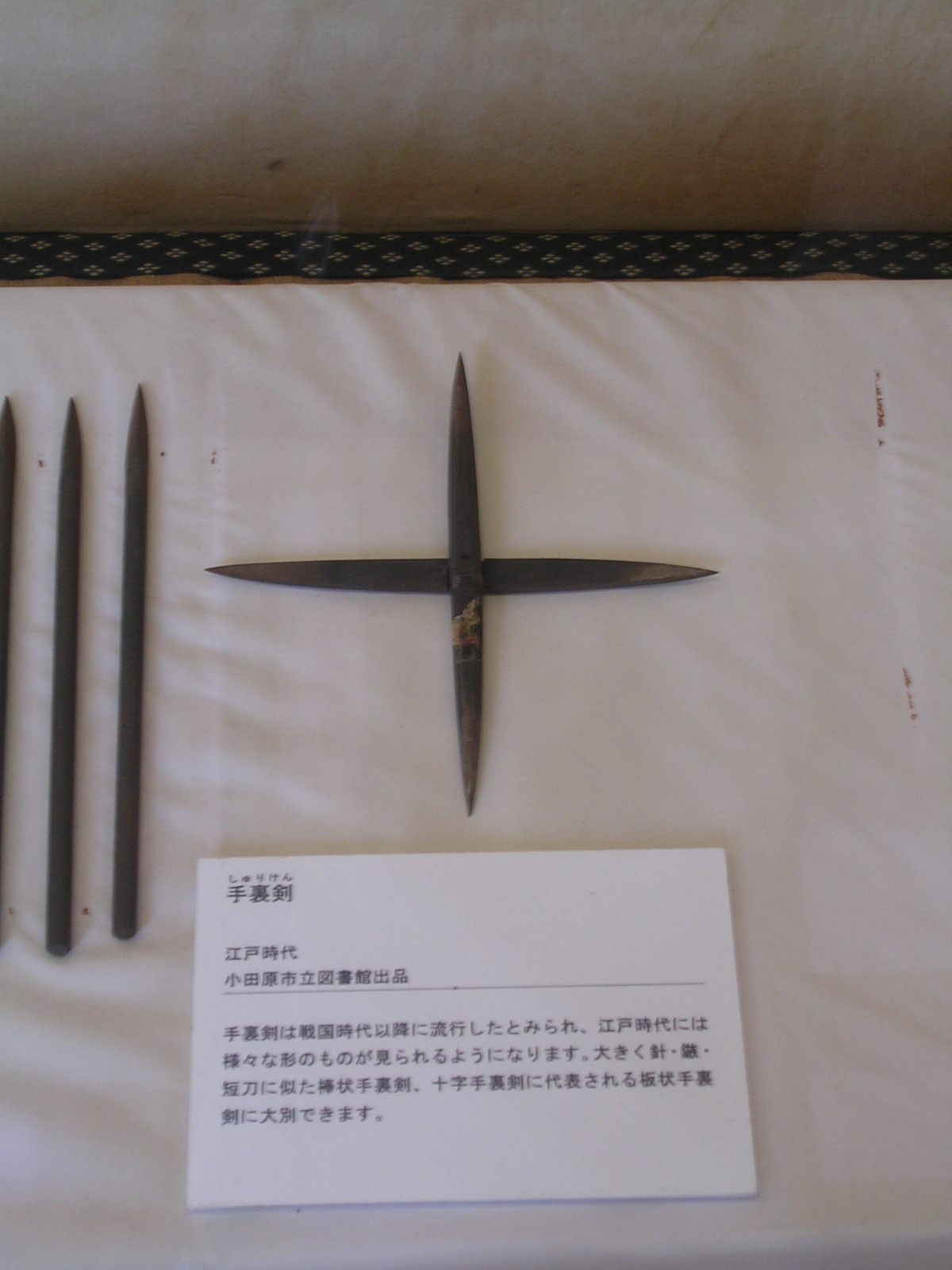
Сюрикэны в музее замка Одавара (Япония).

Принято считать, что сюрикэны были оружием японских ниндзя. Их можно встретить во многих старых и современных книгах, фильмах и играх. Ими пользовались герои фильмов («Ниндзя из Беверли-Хиллз», «Три ниндзя»), комиксов (например, Бэтмен, Электра, Черепашки-Ниндзя, Михо), персонажи игр (No One Lives Forever 2: A Spy in H.A.R.M.’s Way, Mortal Kombat: Deception, Shadow Warriors, Ninja Gaiden, Tenchu, Mini Ninjas, «Операция Silent Storm»), аниме («Наруто», Soul Eater, «Принцесса Мононокэ»).
Хотя сюрикэны ассоциировались с ниндзя и, в меньшей степени, с убийцами и ворами, иногда можно встретить упоминания о том, что их использовали совершенно другие существа: например, персонаж романов Даррена Шэна — воин-вампир Ванча Марч сражался только этим оружием.
В игре Painkiller есть «пушка», которая стреляет сюрикэнами и молнией, нечто похожее можно увидеть и в секретном режиме игры Tyrian. Есть оригами-сюрикэны из бумаги.